# Charlie Chan's Courage
Charlie Chan's Courage è un film del 1934 diretto da Eugene Forde e George Hadden. Il soggetto si basa su The Chinese Parrot, pubblicato ad Indianapolis nel 1926, romanzo giallo di Earl Derr Biggers che ha come protagonista il personaggio di Charlie Chan, ispettore cinese della polizia di Honolulu, interpretato dall'attore di origine svedese Warner Oland.
Della pellicola, andata perduta, sopravvive solo la sceneggiatura originale.

## Produzione
Il film, che fu prodotto dalla Fox Film Corporation, venne girato dal 23 aprile a fine maggio 1934.

## Distribuzione
Il copyright del film, richiesto dalla Fox Film Corp., fu registrato il 6 luglio 1934 con il numero LP4813.
Distribuito dalla Fox Film Corporation, il film uscì nelle sale cinematografiche statunitensi il 6 luglio 1934. In Spagna, venne presentato a Madrid il 13 giugno 1935. Nello stesso anno, fu distribuito in Ungheria (12 settembre, con il titolo Kínai papagáj) e in Portogallo (25 settembre, come A Coragem de Charlie Chan).